# Municipio de Apriltsi
El municipio de Apriltsi (búlgaro: Община Априлци) es un municipio búlgaro perteneciente a la provincia de Lovech.
En 2011 tiene 3338 habitantes, de los cuales el 95,54% son étnicamente búlgaros. La capital es Apriltsi, donde viven nueve de cada diez habitantes del municipio.
Se ubica en un área montañosa del sureste de la provincia. El término municipal abarca parte del área del parque nacional de los Balcanes Centrales.

## Localidades
| Localidad         | Cirílico        | Población (diciembre de 2009) |
| ----------------- | --------------- | ----------------------------- |
| Apriltsi          | Априлци         | 3207                          |
| Drashkova Polyana | Драшкова поляна | 101                           |
| Skandaloto        | Скандалото      | 67                            |
| Velchevo          | Велчево         | 179                           |
| Total             |                 | 3554                          |